# Edward Bingham

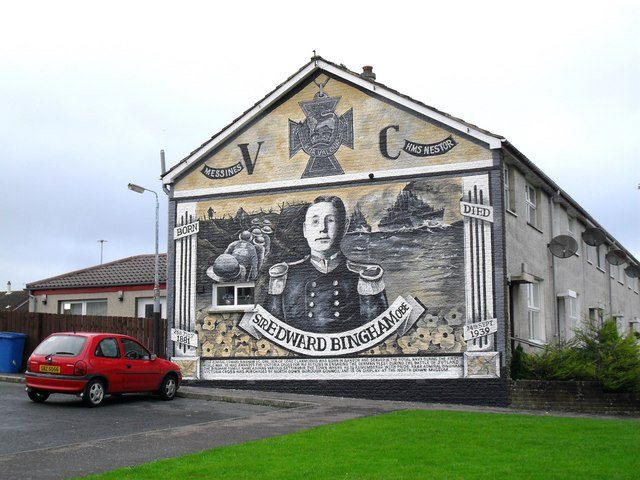
Erinnerungswandbild zu Binghams Ehren, 2009.

Hon. Edward Barry Stewart Bingham VC, OBE (* 26. Juli 1881 in Bangor Castle, County Down; † 24. September 1939 in London) war ein britischer Marineoffizier (zuletzt Konteradmiral) und Autor.

## Leben
Edward Bingham war der dritte Sohn von John Bingham, 5. Baron Clanmorris, und wurde in Bangor Castle im County Down in Irland geboren. Nach der schulischen Ausbildung im Arnold House und auf dem Schulschiff Britannia trat er 1895 in die Royal Navy ein. 1901 wurde er zum Lieutenant befördert und diente bei Beginn des Ersten Weltkriegs als Commander auf der Invincible. 1916 nahm er an der Skagerrakschlacht als Kommandeur einer Zerstörerflottille teil. Bei einem Torpedoangriff auf die Schlachtkreuzer der Hochseeflotte wurde sein Zerstörer Nestor so schwer beschädigt, dass er sank. Bingham geriet bis zum Waffenstillstand in deutsche Kriegsgefangenschaft. Für seinen Einsatz in der Skagerrakschlacht wurde ihm später das Victoria-Kreuz verliehen. Er verblieb bis 1932 in der Royal Navy und ging als Rear-Admiral in den Ruhestand.

## Privates
1915 heiratete er Vera Patterson, mit der er einen Sohn und eine Tochter hatte. Die Ehe wurde 1937 geschieden.

## Publikation
- Barry Bingham: Falkland, Jutland and the Bight. John Murray, 1. Januar 1919.